# Hans Lohmann (Archäologe)
Hans Lohmann (* 16. September 1947 in Berlin; † 24. Dezember 2023) war ein deutscher Klassischer Archäologe.

## Leben und Wirken
Hans Lohmann studierte seit 1966 an der Freien Universität Berlin, der Universität Basel sowie der Universität Würzburg. 1970 war er als Stipendiat des DAAD in Griechenland, 1971/1972 in Italien. 1975 promovierte er mit einer Arbeit zum Thema Grabmäler auf unteritalischen Vasen bei Erika Simon in Würzburg. Mit dem Reisestipendium des Deutschen Archäologischen Instituts bereiste Lohmann 1977/1978 den Mittelmeerraum – unter anderem Italien, Nordafrika, Spanien, die Türkei und Syrien. Nach einer Tätigkeit als Grabungsleiter in Augst (Augusta Raurica) und Kaiseraugst bei Basel wurde er 1979 Wissenschaftlicher Referent am Rheinischen Landesmuseum Bonn. Im Jahr 1981 wechselte er an die Universität Bochum, wo Lohmann Mitarbeiter am Institut für Klassische Archäologie wurde. Er habilitierte sich 1990 mit einer Arbeit zum Thema Atene – Forschungen zur Siedlungs- und Wirtschaftsstruktur des klassischen Attika und wurde danach außerplanmäßiger Professor in Bochum.
Lohmann beschäftigte sich besonders mit der Siedlungsarchäologie des Mittelmeerraumes. Neben Surveys und Forschungen in Attika in den Jahren 1990 bis 1999, insbesondere zum Thema attischen Festungen, erkundete er von 1990 bis 1999 die Halbinsel von Milet, das Hinterland der antiken Metropole Milet in Ionien. 2001 begann er die systematische Erkundung des westkleinasiatischen Mykale-Gebirges (heute Dilek Dağları). Dort entdeckte er 2004 das archaische Panionion, das Zentralheiligtum des Ionischen Bundes, das man bisher fälschlich am Nordfuß des Gebirges bei Güzelçamlı lokalisiert hatte. Der von Raubgräbern bereits stark gestörte Tempel des Poseidon Helikonios wurde im Zuge einer Notgrabung von 2005 bis 2007 vollständig freigelegt, die Grabung 2009 auf die Siedlung in der Umgebung des Tempels ausgedehnt.

## Schriften
- Grabmäler auf unteritalischen Vasen (= Archäologische Forschungen. Band 7). Mann, Berlin 1979, ISBN 3-7861-1213-4.
- Atene. Forschungen zu Siedlungs- und Wirtschaftsstruktur des klassischen Attika. 2 Bände, Böhlau, Köln/Weimar/Wien 1993, ISBN 3-412-03492-4.
- Ein Survey bei Kazıklı (Muğla). Bibliopolis, Möhnesee 2005, ISBN 978-3-933925-67-1.
- als Herausgeber mit Torsten Mattern: Attika. Archäologie einer „zentralen“ Kulturlandschaft (= Philippika. Band 37). Harrassowitz, Wiesbaden 2010, ISBN 978-3-447-06223-7.
- als Herausgeber mit Georg Kalaitzoglou und Gundula Lüdorf: Das Dach des archaischen Panionion (= Asia Minor Studien. Band 70 / = Forschungen in der Mykale. Band 3,2). Dr. Rudolf Habelt, Bonn 2013, ISBN 978-3-7749-3741-3.
- als Herausgeber mit Georg Kalaitzoglou und Gundula Lüdorf: Survey in der Mykale: Ergänzende Studien (= Asia Minor Studien. Band 75 / = Forschungen in der Mykale. Band 1,2). Dr. Rudolf Habelt, Bonn 2014, ISBN 978-3-7749-3901-1.
- als Herausgeber mit Georg Kalaitzoglou und Gundula Lüdorf: Survey in der Mykale (Dilek Daglan/Aydin) 2001–2009. Landeskunde eines westkleinasiatischen Gebirgszuges vom Chalkolithikum bis in spätosmanische Zeit (= Asia Minor Studien. Band 77 / = Forschungen in der Mykale. Band 1,1). 2 Teilbände, Dr. Rudolf Habelt, Bonn 2017, ISBN 978-3-7749-4016-1.
- als Herausgeber: Feldforschungen im Latmos. Forschungen im Umland von Herakleia am Latmos (= Asia Minor Studien. Band 93). Dr. Rudolf Habelt, Bonn 2019, ISBN 978-3-7749-4214-1.
- Teichos. Vom endneolithischen Wehrdorf zum spätosmanischen Tambouri. 5000 Jahre Festungswesen in Attika (= Philippika. Band 151). Harrassowitz, Wiesbaden 2021, ISBN 978-3-447-11614-5.
- Türme, Burgen und Compounds. Ein Beitrag zur Siedlungskunde von Karien (= Asia Minor Studien. Band 105). Dr. Rudolf Habelt, Bonn 2024, ISBN 978-3-7749-4453-4.